# Dorothea Röschmann
Dorothea Röschmann (ur. 17 czerwca 1967 we Flensburgu) – niemiecka śpiewaczka, sopran.

## Debiut
W dzieciństwie śpiewała w Chórze bachowskim we Flensburgu. Edukację muzyczną rozpoczęła w 1979 i kontynuowała ją w Hamburgu Bremie, Los Angeles, Nowym Jorku, Londynie i Tel Awiwie. Debiutowała partią Zuzanny w "Weselu Figara" w Hamburgu, w 1995 pod dyrekcją Harnoncourta. Duży sukces odniosła tą rolą także w Monachium w 1996 i 1998.

## Działalność artystyczna
Uczestniczyła w festiwalach muzycznych w Innsbrucku, w Festiwalu haendlowskim w Getyndze i w Halle. Pięć lat występowała w zespole Deutsche Oper w Berlinie. Śpiewała w operach Caldary, Scarlattiego, Mozarta, Cimarosy, Webera, Beethovena, Bizeta, Wagnera, Pucciniego, Strawinskiego. Występowała z recitalami w Nowym Jorku, Chicago, Wiedniu, Stuttgarcie, Hamburgu, Lipsku, Dreźnie, Kolonii, Utrechcie, Brukseli, Rawennie, Londynie, Hajfie. Zrealizowała także wiele nagrań płytowych: "Oratorium na Boże Narodzenie" J.S. Bacha, "Orfeusza" Telemanna, "Mesjasz" i "9 Deutsche Arien" Haendla, "Falstaffa" Verdiego oraz pieśni Schumanna, Schuberta i innych.

## Współpraca
Pracowała z takimi dyrygentami jak: Daniel Barenboim, John Eliot Gardiner, René Jacobs, Claudio Abbado, Neville Marriner, Charles Mackerras, Philippe Herreweghe, Sigiswald Kuijken i inni.
Występowała z takimi śpiewakami jak: René Pape, Ian Bostridge, Hanno Müller-Brachmann, Bryn Terfel, Anna Netrebko, Matthias Goerne (wystąpiła na jego albumie w kilku duetach – Mozarta i Weberna).

## Nagrody
Nagroda Grammy (2002), nagroda «Echo-Klassik» (2003).